# Teateråret 2003

## Händelser
- 6–8 november – Barn- och ungdomsteaterfestival hålls i Göteborg.[1]
- 26 november – Trappan ner från Kelvgränd till Slussen i Stockholm döps till Thor Modéens trappa efter Thor Modéen.[1]

### Okänt datum
- I USA släcks Broadwayteatern ner i dagarna fyra då teatermusikerna protesterar mot att producenterna vill minska det lägsta tillåtna antalet musiker per musikal från 24 till 15, och i stället öka användandet av förinspelad musik.[2]
- Strindbergs Intima Teater startar verksamheten med Ture Rangström som konstnärlig ledare.
- Erik Kiviniemi utses till chef för Norrbottensteatern i Luleå.

## Priser och utmärkelser
- Cullbergstipendiet – dansaren Kenneth Kvarnström
- Jussi Björlingstipendiet – Uno Stjernqvist
- O'Neill-stipendiet – Björn Granath
- Svenska Akademiens teaterpris – Suzanne Osten
- Thaliapriset – Richard Turpin
- Den kungliga medaljen Litteris et Artibus för framstående insatser tilldelas Eva Bergman, ledare för Backateatern i Göteborg, författaren Kristina Lugn och skådespelaren och regissören Philip Zandén.

### Guldmasken
| Kvinnlig huvudroll:             | Sissela Kyle         | Chinarevyn                 |
| Manlig huvudroll:               | Jan Malmsjö          | Victor Victoria            |
| Kvinnlig biroll:                | Sofie Lindberg       | Victor Victoria            |
| Manlig biroll:                  | Magnus Härenstam     | Chinarevyn                 |
| Kvinnlig huvudroll i talpjäs:   | Eva Rydberg          | Änglar med glorian på sned |
| Manlig huvudroll i talpjäs:     | Brasse Brännström    | Grottmannen                |
| Kvinnlig biroll i talpjäs:      | Jeanette Capocci     | Trubbel & Champagne        |
| Manlig biroll i talpjäs:        | Bertram Heribertson  | Var är Zlatan?             |
| Regi:                           | Anders Albien        | Var är Zlatan?             |
| Koreografi:                     | Gunilla Ohlsson      | Fame                       |
| Scenografi:                     | Bengt Peters         | Chinarevyn                 |
| Kostym:                         | Lars-Åke Wilhelmsson | Stars                      |
| Barn- och Familjeföreställning: | Marko Lehtosalo      | Karlsson på taket          |
| Föreställning:                  | Kategorin finns ej   |                            |
| Bäste artist:                   | Kategorin finns ej   |                            |
| Teaterchefernas pris:           | Gordon Marsh         |                            |
| Juryns specialpris:             | Lasse Berghagen      | Chinarevyn                 |
| Privatteatrarnas pris:          | Kategorin finns ej   |                            |

Se vidare Vinnare och nomineringar

## Årets uppsättningar
- 8 februari – Lars Norén pjäs Detaljer, i regi av Eva Dahlman börjar spelas på Dramaten i Stockholm [3].
- 12 mars – August Strrindbergs pjäs Fritänkaren, i regi av Richard Turpin, börjar spelas på Strindbergs intima teater i Stockholm [3].
- 18 april – Nikla Rådströms pjäs Kvartett, i regi av Staffan Roos, börjar spelas på Dramaten i Stockholm [3].
- 27 maj – Jag är min egen fru av Doug Wright har  urpremiär på Broadway.
- 7 november – Dramatiseringen av Torgny Lindgrens roman Pölsan börjar spelas på Västerbottensteatern i Skellefteå [1].

### Okänt datum
- Fisen och trollen i Bortomskogen i Gunnebo sommarspel.
- Nästa hållplats: Rymden! av och med Majken Pollack.
- Åtrån fångad i svansen av Pablo Picasso på Lekaresällskapet i Kristinehamn.

### Fotnoter
1. 1 2 3   När Var Hur 2005. DN
2. ↑  ”Forna tiders fildelning”. Svenska Dagbladet. 5 mars 2009. http://www.svd.se/kultur/forna-tiders-fildelning_2739965.svd. Läst 5 november 2014.
3. 1 2 3   När Var Hur 2004. DN